# 凤凰古城站 (中国铁路)
凤凰古城站位于中华人民共和国湖南省湘西土家族苗族自治州凤凰县沱江镇  苏北线东侧，是张吉怀高速铁路上的一座车站，2021年12月6日随张吉怀高速铁路开通而正式启用，由中国铁路广州局集团张家界车务段管辖，车站距凤凰县城约6公里。

## 车站结构
凤凰古城站以“灵秀山水，凤舞湘西”为设计理念，将古城起伏的群山，沱江边的吊脚楼、延绵的坡屋面、层叠交错的木质格栅栏融入站房设计中；站名塔与广场景观组成“神采飞扬”的图案，取义凤凰之形，共同描绘出“有凤来仪”的景观。
凤凰古城站站房总建筑面积14997平方米，候车室1层共4000平方米，设2座站台、1座进站地道、1座出站地道。
| 东↑ |        |                                       |  |
| 5道 | 4      | 到发线                                |  |
|     | 岛式   |                                       |  |
| 3道 | 3      | 到发线                                |  |
| Ⅰ道 | 无     | 张吉怀高速铁路下行正线 怀化南站方向   |  |
| Ⅱ道 | 无     | 张吉怀高速铁路上行正线 张家界西站方向 |  |
| 4道 | 2      | 到发线                                |  |
|     | 岛式   |                                       |  |
| 6道 | 1      | 到发线                                |  |
| 西↓ | 西站房 |                                       |  |

## 换乘交通
车站附近设有磁悬浮观光车站，乘客经高铁出站通道无缝衔接磁悬浮观光车站，换乘磁悬浮观光车约30分钟即可到达凤凰旅游景区。